# Кјезета ал Пра (Тревизо)
Кјезета ал Пра је насеље у Италији у округу Тревизо, региону Венето.
Према процени из 2011. у насељу је живело 62 становника. Насеље се налази на надморској висини од 56 м.